# Xã Roswell, Quận Miner, Nam Dakota
Xã Roswell (tiếng Anh: Roswell Township) là một xã thuộc quận Miner, tiểu bang Nam Dakota, Hoa Kỳ. Năm 2010, dân số của xã này là 58 người.